# Turbonilla gloriosa
Turbonilla gloriosa is een slakkensoort uit de familie van de Pyramidellidae. De wetenschappelijke naam van de soort is voor het eerst geldig gepubliceerd in 1912 door Bartsch.